# Admiral Graf Spee
Admiral Graf Spee byla takzvaná kapesní bitevní loď sloužící v Kriegsmarine. Jméno nesla podle admirála Maximiliana von Spee a byla druhou lodí tohoto jména (avšak bitevní křižník SMS Graf Spee, stavěný během první světové války, nebyl dokončen).

## Vývoj

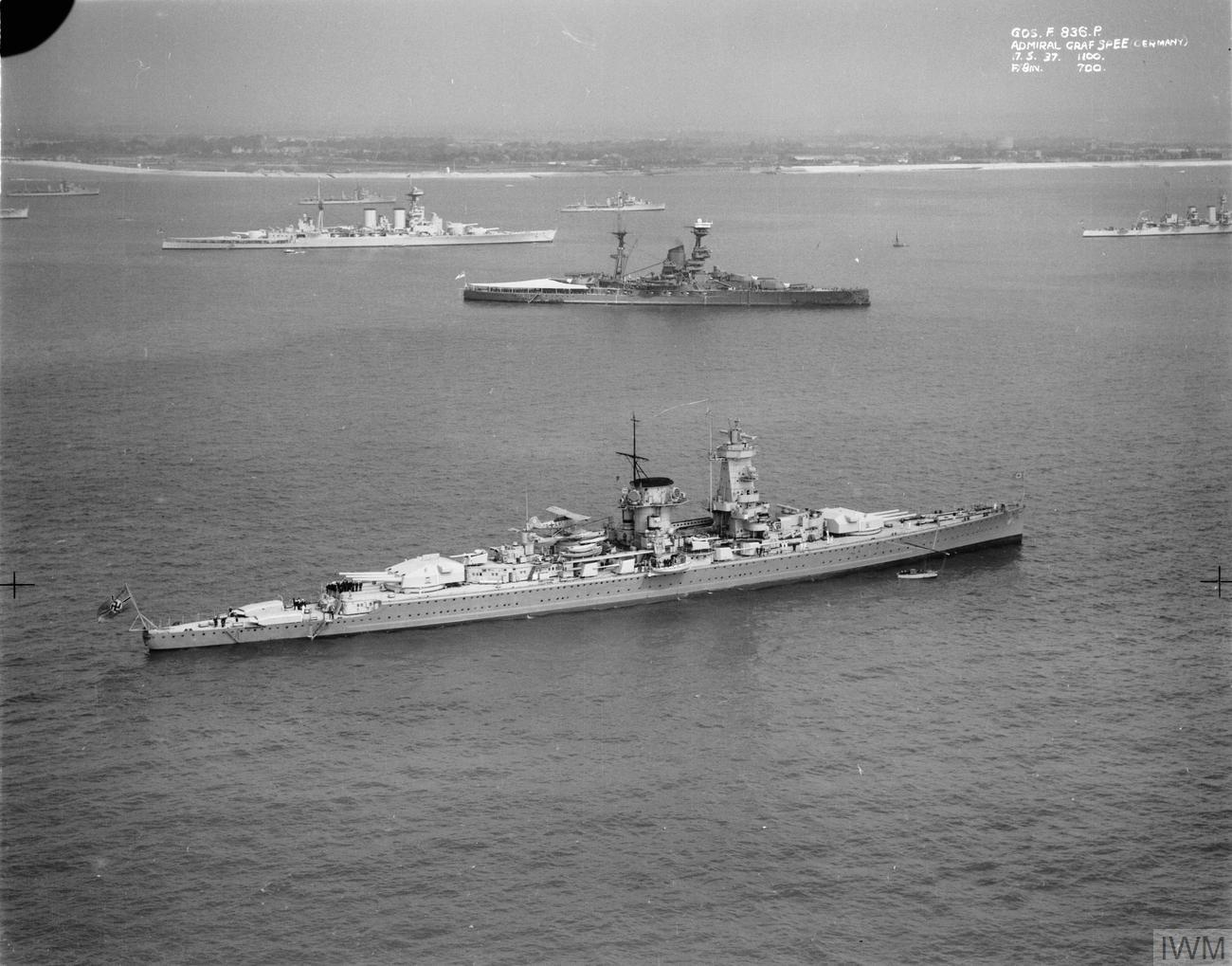
Admiral Graf Spee ve Spitheadu roku 1937; HMS Hood a HMS Resolution v dáli

Stavba bitevních lodí třídy Deutschland, tvořené loďmi Deutschland, Admiral Scheer a právě Admiral Graf Spee, byla pokusem, jak obejít omezení výtlaku bitevních lodí na 10 000 tun, stanovené Německu smlouvou z Versailles. Loď měla být schopná zničit jakýkoliv křižník a díky vyšší rychlosti uniknout konfrontaci s klasickou bitevní lodí. Tomu odpovídala silná hlavní výzbroj šesti děly ráže 280 mm, a sekundární výzbrojí osmi děly ráže 150 mm. Třída Deutschland, vymykající se běžné klasifikaci, je některými autory řazena mezi těžké křižníky, které však v mnoha parametrech (pancéřování a palebná síla) překonala (fakticky je zařazení mezi křižníky snadno zpochybnitelné, protože pro křižníky byly omezeny ráží děl maximálně 8 palců/203 mm; mimo to pro všechny křižníky platil limit standardního výtlaku plavidla na 10 tisíc angl. tun). Novinkou bylo použití svařování na místo nýtování, což vedlo k úspoře hmotnosti konstrukce plavidla.
Unikátní (tedy v případě velké válečné lodi) byla také koncepce jejich pohonného soustrojí, kdy byl poprvé u takto velkých a rychlých válečných plavidel použit vznětový motor — tam zcela bezkonkurenčně dominovaly hnací soustrojí s reduktorovými parními turbínami. (Samotné použití vznětového motoru k pohonu lodí v té době už rozhodně nebylo novinkou — první námořní lodí s tímto pohonem byla dánská motorová nákladní loď MS Selandia, kterou majitel převzal již 17. února 1912. Tu poháněly dva vznětové motory, které postavila domácí firma Burmeister og Wain; ta již roku 1895 zakoupila licenci na stavbu těchto motorů od Rudolfa Diesela. Ovšem u těchto plavidel vesměs šlo o použití pomaluběžných dieselů s přímým náhonem vrtule, sice ekonomických, ovšem celkovými zástavbovými rozměry i hmotností tyto nemohly konkurovat turbínovému soustrojí.)
Praktické důvody, mj. výše zmíněné malé rozměry a hmotnost paroturbínových hnacích soustrojí (či omezený prostor který je k dispozici na válečné lodi, vedle z důvodu ochrany hnacích strojů omezené výšky strojovny), spolu s relativně nízkým výkonem tehdy existujících vznětových motorů, si vynutilo instalaci osmi (!) motorů, které přes převodové skříně poháněly dvě lodní vrtule (tj. na každé hřídelové vedení byly přes převodovou skříň, výrobek firmy Vulcan, připojeny čtyři motory). Šlo o středně rychloběžné řadové stojaté motory firmy MAN, dvoudobé dvojčinné devítiválce se symetricky časovaným rozvodem, řízeným hranou pístu (v tomto případě jde o tzv. rovinné vratné vyplachování). Každý motor měl zdvihový objem 723,20 litru, jmenovitý výkon byl 6750 koní (cca 4965 kW) při 450 ot/min. Poměrně vysoké otáčky motorů si současně vynutily použití reduktoru (převodu do pomala) s převodovým poměrem 1,80÷1 (tj. poměr otáček hnací÷hnaný hřídel), takže při 450 otáčkách motorů měla lodní vrtule 250 ot/min.

## Válečná služba
Po vstupu do služby v roce 1936 se za občanské války ve Španělsku Graf Spee podílel na jeho námořní blokádě. Před vypuknutím druhé světové války bylo rozhodnuto použít sesterské lodě Deutschland a Admiral Graf Spee jako korzáry v Atlantiku.
Dne 21. srpna 1939 opustil Admiral Graf Spee přístav Wilhelmshaven, aby se včas dostal do Atlantiku, kde měl pod velením námořního kapitána Hanse Langsdorffa a s podporou zásobovací lodě Altmark, ničit nepřátelské obchodní lodě. Tím měl poškodit námořní provoz a vázat na sebe síly Royal Navy.
V následujících měsících se mu podařilo potopit těchto devět lodí.
- 30. září potopil svou první kořist – britský parník Clement.
- 5. října zajal britský parník Newton Beech (4651 brt), plující s nákladem kukuřice.
- 7. října potopil britský parník Ashlea (4222 brt) s nákladem cukru.
- 10. října zajal britský parník Huntsmann (8000 brt).
- 22. října potopil motorovou loď Trevanion (5291 brt) s nákladem 9 tun železné rudy a zinku.
- 15. listopadu potopil v Indickém oceánu britskou cisternovou loď Africa Shell (7006 brt).
- 2. prosince potopil opět v Atlantiku britskou chladírenskou loď Doric Star.
- 3. prosince potopil britský parník Tairoa (7983 brt).
- 6. prosince proběhlo poslední setkání s Altmarkem.
- 7. prosince potopil britský parník Streonshalm (3865 brt).

Po Grafu Spee pátralo několik britských stíhacích skupin, čítajících celkem 3 bitevní lodě, 2 bitevní křižníky, 4 letadlové lodě a 16 křižníků.

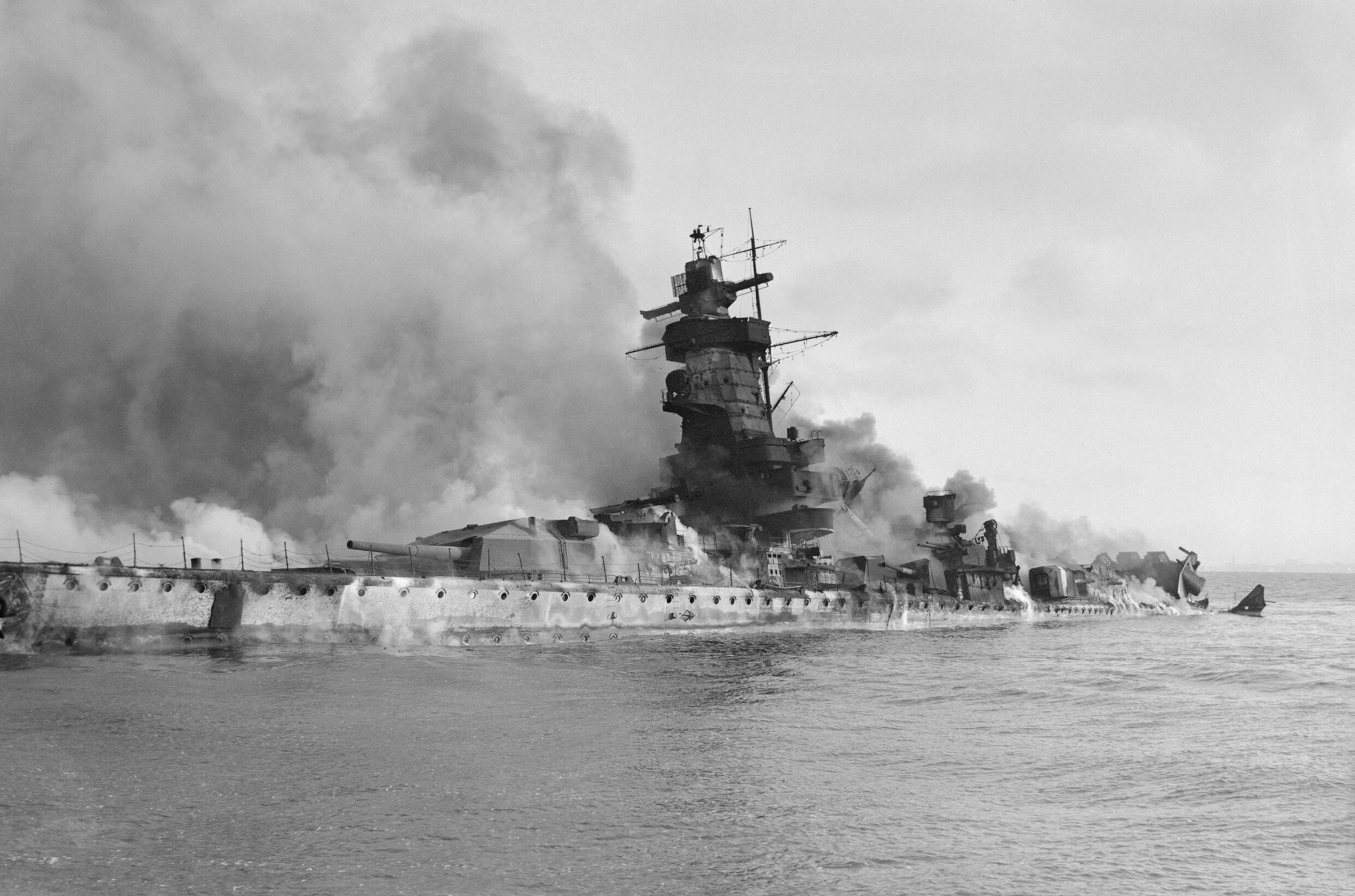
Hořící a potápějící se Admiral Graf Spee

13. prosince byl Graf Spee nalezen skupinou tří britských křižníků HMS Ajax, HMS Achilles a HMS Exeter pod vedením komodora Henryho Harwooda – následovala bitva, známá jako Bitva u ústí Rio de La Plata. Přestože měl Exeter šest děl ráže 203 mm a Achilles s Ajaxem dalších 16 ráže 152 mm, disponoval Graf Spee mnohem větší palebnou silou (váha boční salvy 2164 kg ku 1420 kg).
V bitvě se německé lodi podařilo těžce poškodit vlajkový Exeter. Po utrpěných škodách a vyčerpání části munice a paliva loď zamířila do neutrálního Montevidea k opravám. Poškození zmenšovalo šance lodi na únik. Kapitán Langsdorff předpokládal, že Britové mají převahu, silné posily připlouvají a jeho úniková cesta je odříznuta. Proto když 17. prosince 1939 vypršelo ultimátum k opuštění přístavu, vyplul Admiral Graf Spee za hranice třímílové zóny a tam byl vyhozen do povětří. Kapitán Hans Langsdorff se 19. prosince v Buenos Aires zastřelil a posádka lodi byla internována v Argentině, kde mnoho z nich zůstalo i po roce 1945.

## Vrak

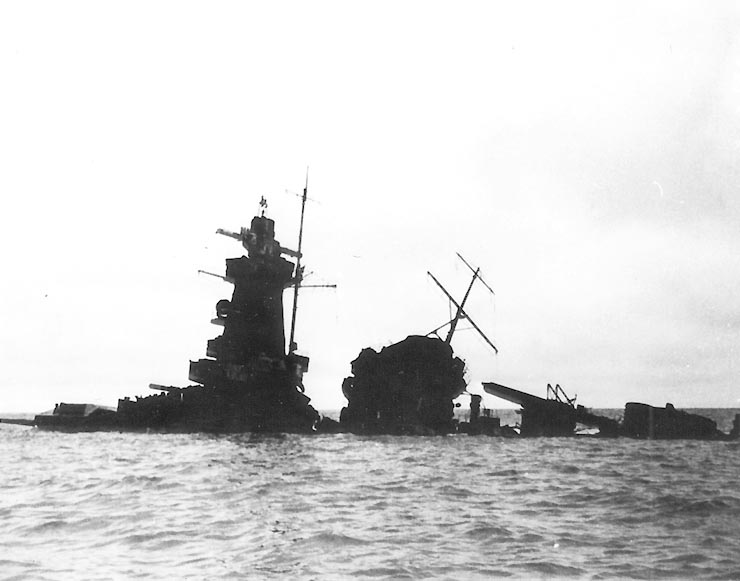
Vrak v roce 1940

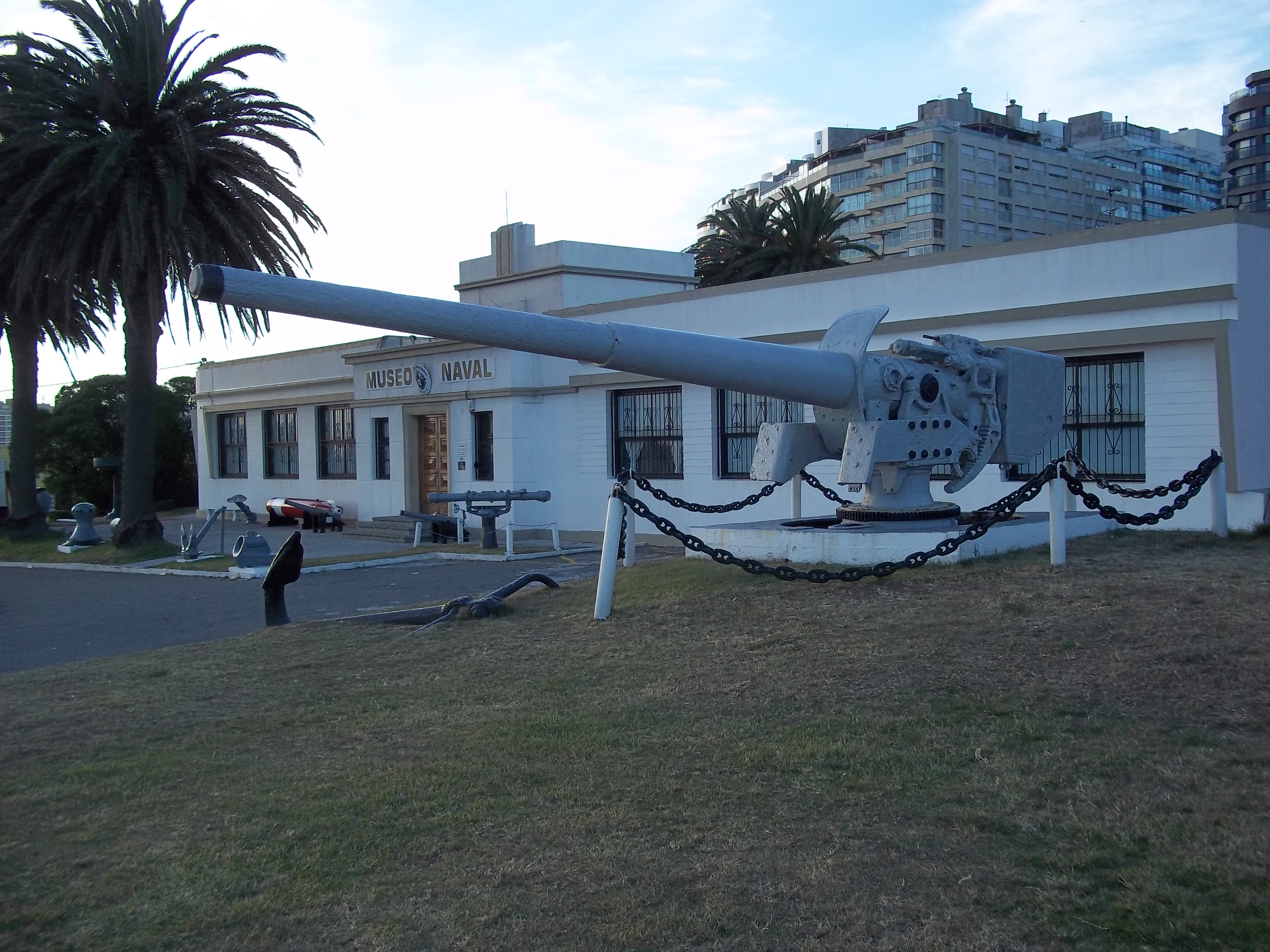
Dělo ráže 150 mm vystavené u Námořního muzea

Po svém potopení vyčníval Graf Spee z velké části z hladiny, ale postupně se zabořoval do měkkého dna, až se téměř úplně ponořil. Během války týmy britské tajné služby vyzvedly z vraku jeho vysoce pokročilý radar. V únoru 1940 vrak prozkoumali potápěči z lehkého křižníku amerického námořnictva USS Helena.
V roce 1997 bylo z vraku vyzvednuto první z děl ráže 150 mm, které bylo restaurováno a je vystaveno v Montevideu před vchodem do Námořního muzea. Od února 2004 deset let probíhalo vyzvedávání vraku, financované společně vládou Uruguaye a privátním sektorem. Důvodem byla především nebezpečnost vraku pro námořní dopravu, ale také atraktivita jeho vybavení. Dne 25. února 2004 bylo vyzvednuto kontrolní stanoviště těžkých děl o váze 27 tun, následně části systému řízení palby, stejně jako různé součásti vybavení lodi. Záchranné práce natáčel režisér James Cameron, výsledky jeho filmu nebyly dosud oznámeny. Předpokládaný odhad vyzvednutí podstatné části vraku do roku 2014 se podařilo splnit a zároveň jsou vyzvedávané části vraku restaurovány. Od roku 2016 jim je zatím věnován jeden sál expozice Námořního muzea ('Museo naval) v Montevideu.

## Zajímavost
Od roku 1940 do roku 1945 byla Uruguayská ulice na pražských Vinohradech přejmenována na Hraběte Spee (německy Graf-Spee-Strasse). Toto jméno nenesla po lodi, ale po admirálovi von Spee. Po 2. světové válce byla zpětně přejmenována na Uruguayská.